# Sphaerodeltis
Sphaerodeltis là một chi bướm đêm thuộc họ Crambidae.